# Каде, Антон
Антон Каде (нем. Anton Kade; род. 17 января 2004, Берлин) — немецкий футболист, вингер клуба «Базель».

## Клубная карьера
Каде — воспитанник клубов «Кладоу» и «Герта». 20 февраля 2022 года в матче против «РБ Лейпциг» он дебютировал в Бундеслиге в составе последних. Летом того же года Каде перешёл в швейцарский «Базель» подписав контракт на 4 года. 16 октября в матче потив «Серветта» он дебютировал в швейцарской Суперлиге.